# Município Quibala
Município Quibala är en kommun i Angola.   Den ligger i provinsen Cuanza Sul, i den nordvästra delen av landet, 300 km sydost om huvudstaden Luanda.
I omgivningarna runt Município Quibala växer huvudsakligen savannskog. Runt Município Quibala är det glesbefolkat, med 17 invånare per kvadratkilometer.